# Kennet Andersson
Bernt Kennet Andersson, född 6 oktober 1967 i Eskilstuna, är en svensk före detta fotbollsspelare. Han var utpräglad toppforward i sina klubblag och i landslaget. Han gjorde fem mål i VM 1994 när Sverige tog brons.

## Klubbkarriär
Kennet Andersson lämnade Eskilstuna som 21-åring, och värvades av IFK Göteborg hösten 1988. Han gjorde sin tävlingsdebut i IFK Göteborg 1 mars 1989 mot Steaua Bukarest i Europacupen, och var med och vann SM-guld 1990 och 1991. Andersson vann skytteligan i Allsvenskan 1991 på 13 mål, trots att han blev proffs under säsongen och missade resterande 12 matcher.
Första klubben utomlands blev belgiska Mechelen sommaren 1991. Där blev han klubbkamrat med Klas Ingesson. Efter en motig första säsong med 6 mål på 25 matcher, blev det ännu jobbigare den andra. Andersson hamnade på läktaren och fick inte ens träna med A-truppen. Räddningen blev ett halvårslån till IFK Norrköping, på artistskatt. Där blev det 8 allsvenska mål på 13 matcher. Efter utlåning till franska Lille under en säsong, var han i storform till VM 1994.
Efter VM-succén var Kennet Andersson en eftertraktad forward ute i Europa. Istället för att vänta till efter mästerskapet gjorde Andersson klart med en ny klubb redan under VM, kontraktet skrevs innan första målet mot Ryssland, och han flyttade som planerat till franska Caen efter mästerskapet. Där gjorde han 9 mål på 31 matcher, men laget åkte ur Ligue 1.
Därefter gick Andersson till italienska Bari och blev åter klubbkamrat med Ingesson. Andersson gjorde 12 mål första säsongen men Bari åkte ur Serie A. Ingesson stannade kvar i Bari, men Andersson gick till nykomlingen Bologna där det sedan blev fyra år sammanlagt. Där kom han åter att spela tillsammans med Ingesson, som hade kommit dit sommaren 1998. Med de båda svenskarna gick Bologna till semifinal i Uefacupen 1999. I Bologna gjorde Andersson många nickpassningar till skyttekungar som Giuseppe Signori och Roberto Baggio.
Efter att Andersson tackat nej till storklubben Juventus värvade Sven-Göran Eriksson honom till Lazio sommaren 1999. Andersson fick bara spela 2 matcher och valde i november att gå tillbaka till Bologna.
Han kostade 43 miljoner kronor när turkiska Fenerbahçe i Istanbul köpte honom 10 juli 2000 från Bologna. Där blev han turkisk mästare redan första säsongen 2001. Han var borta i 3 månader på grund av en fotskada, men gjorde totalt 11 mål första säsongen. Hans sista match blev 3 maj 2002 då han avslutade elitkarriären.
Men helt klar var han inte. Hans gamla lagkamrat Mikael Martinsson hade tagit över Gårda BK och frågade 2005 om Andersson var sugen på att spela division 5-fotboll. 18 mål på 14 matcher blev det i Gårda.

## Landslagskarriär
Andersson debuterade i landslaget 17 februari 1990 mot Förenade Arabemiraten i Dubai.
I EM 1992 startade han i öppningsmatchen mot Frankrike. Han kom sedan in som avbytare i semifinalen mot Tyskland och gjorde ett reduceringsmål i 89:e minuten, men Sverige förlorade matchen med 2-3. 
Andersson stod sedan utanför landslaget hela 1993.
I kvalet till VM 94 spelade han bara sex minuter sammanlagt, men fick följa med på landslagets turné till USA i februari. Där gjorde han bra ifrån sig och kom med i truppen till VM.
Han fick göra ett inhopp i öppningsmatchen i VM 1994 mot Kamerun. Tommy Svensson såg att Andersson var i storform och ville ha honom i startelvan. För att ge utrymme åt Andersson flyttade förbundskaptenen ner Tomas Brolin till en fri roll på mittfältet. Andersson gjorde sedan 5 mål, vilket ingen annan svensk lyckats med i ett VM, och hamnade på delad tredjeplats i skytteligan i VM. Under mästerskapet blev han även känd för sin målgest, där han pekade framåt med underarmarna. Gesten var en imitation av ett domartecken i australisk fotboll.
Efter att ha misslyckats att kvala in till EM 1996, missade Sverige även att ta sig till VM 1998. En nyckelmatch på vägen var hemmamatchen mot Österrike på Råsunda 9 oktober 1996, en match som slutade med 1–0 i österrikisk favör. Han missade en straff i den föregående VM-kvalmatchen mot Lettland, och missade även en straff mot Österrike.
Med Tommy Söderberg och Lars Lagerbäck som nya förbundskaptener lyckades Sverige att kvalificera sig till EM 2000. Där startade Andersson i gruppspelsmatcherna mot Belgien och Turkiet, och kom in som avbytare i sista matchen mot Italien.
Han gjorde sin sista landskamp 11 oktober 2000 i VM-kvalmatchen mot Slovakien i Bratislava och meddelade 17 april 2001 att han slutade i landslaget. Det blev sammanlagt 83 landskamper och 31 mål.

## Övrigt
Efter karriären flyttade han tillbaka till Sverige och Västra Frölunda, där han ägnade sig åt familjeliv samt engagerade sig i fotbollsmagasinet Offside. Han var även expertkommentator under VM 2002.
Kennet Andersson drev 2012 "Samspelet", ett projekt hos IFK Göteborg för att göra insatser för samhället.
Han blev också huvudtränare för Älvsborgs damlag, där dottern Stella spelade. 31 maj 2019 blev Andersson officiellt sportchef i IFK Göteborg. Detta uppdrag lämnade han 4 september 2020. Han lämnade rollen av privata skäl. Andersson blev även ägare, med sin fru Marie, av företaget Ärlig Kommunikation, som ägnar sig åt teamutveckling och mental träning.

## Meriter
- A-landskamper: 83 (31 mål)[16]
- VM i fotboll: 1994
  - VM-brons 1994
- EM i fotboll: 1992, 2000
  - EM-semifinal 1992
- Turkisk ligamästare 2000–2001 med Fenerbahçe
- SM-guld 1990 och 1991 med IFK Göteborg
- JSM-guld 1985 med IFK Eskilstuna
- Svensk mästare i längdhopp, höjdhopp och 60 meter häck, M50-klassen 2017[30]
- Invald i svensk fotbolls Hall of Fame som nummer 63 2018.